# ジョゼフ・バラの死
『ジョゼフ・バラの死』（ジョゼフ・バラのし、仏: La Mort de Joseph Bara, 英: The Death of Joseph Bara）あるいは『若きバラの死』（わかきバラのし、仏: La Mort du jeune Bara, 英: The Death of Young Bara）は、フランスの新古典主義の巨匠ジャック＝ルイ・ダヴィッドが1794年に制作した絵画である。油彩。フランス革命で犠牲となった14歳の少年ジョゼフ・バラを称えるために描れた。フランス第一共和政の軍隊の少年鼓手ジョセフ・バラは王党派のヴァンデの反乱によって殺害された。ダヴィッドは少年の最後の瞬間を描き、マクシミリアン・ロベスピエールの革命支持のプロパガンダに従って、バラの死の状況をドラマ化した話の筋を軸に物語を組み立てている。『ジョゼフ・バラの死』は『マラーの死』（La Mort de Marat）や『ミシェル・ルペルティエの最期』（Les Derniers Moments de Michel Lepeletier）とともに革命の英雄や殉教者を描いたダヴィッドの一連の絵画の1つである。現在はアヴィニョンのカルヴェ美術館に所蔵されている。

## 主題
ジョゼフ・バラはフランス革命期の1793年に起きたヴァンデの反乱で、ジャン＝バティスト・デマール将軍率いるブレシュイール軍に参加した。デマール将軍とバラはともにパレゾーの出身であり、バラは将軍の従者であったが、同年12月の小ぜりあいの中で戦死した。デマール将軍の報告によると、バラは2頭の軍馬を引いていたが、敵軍に軍馬を引き渡すことを拒んだために殺されたという。デマール将軍は報告の中でバラの勇気を称賛し、国民公会でバラを称揚して、彼の家族を救済することを求めた。

## 制作背景

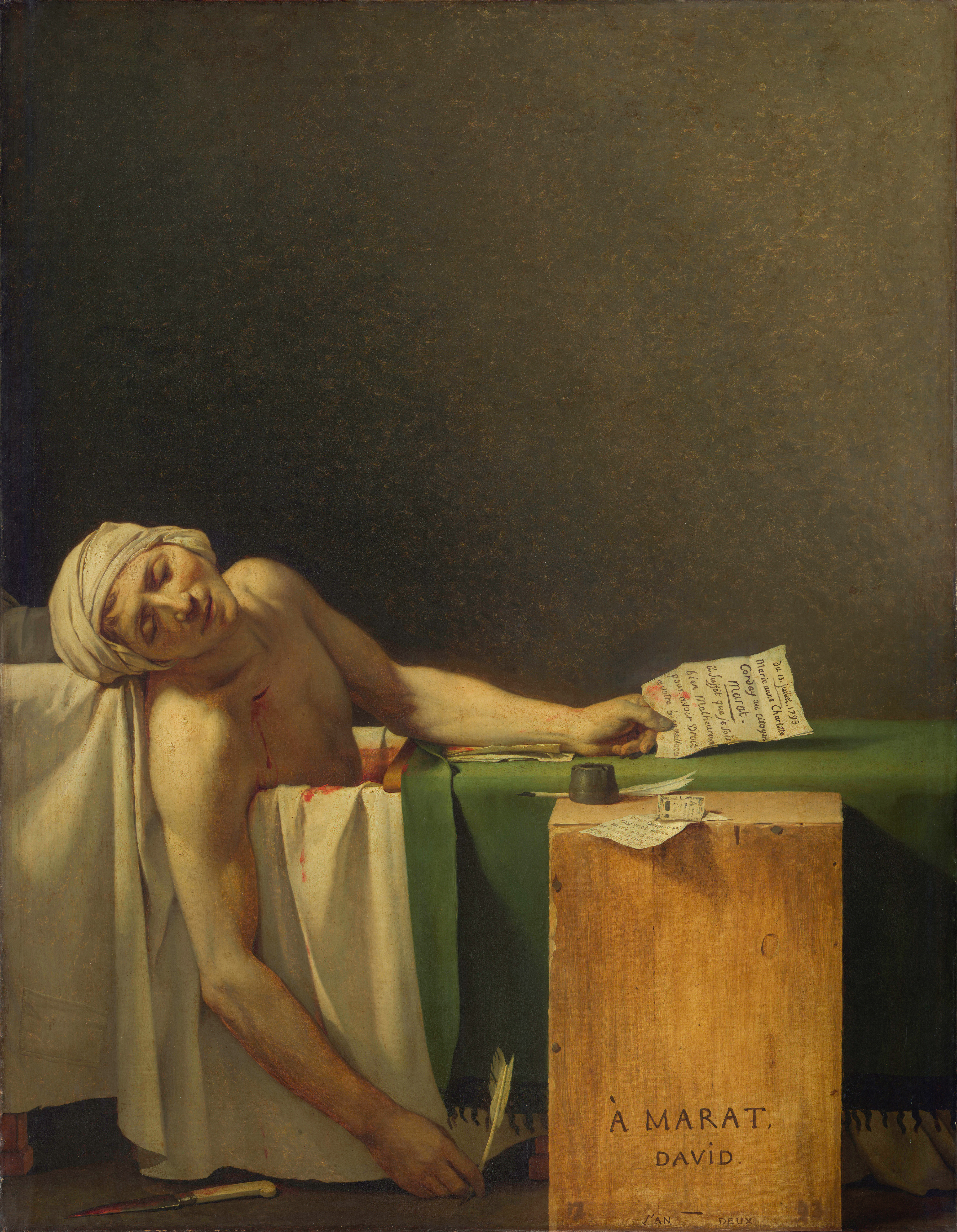
ダヴィッドによる『マラーの死』。1793年。ベルギー王立美術館所蔵。

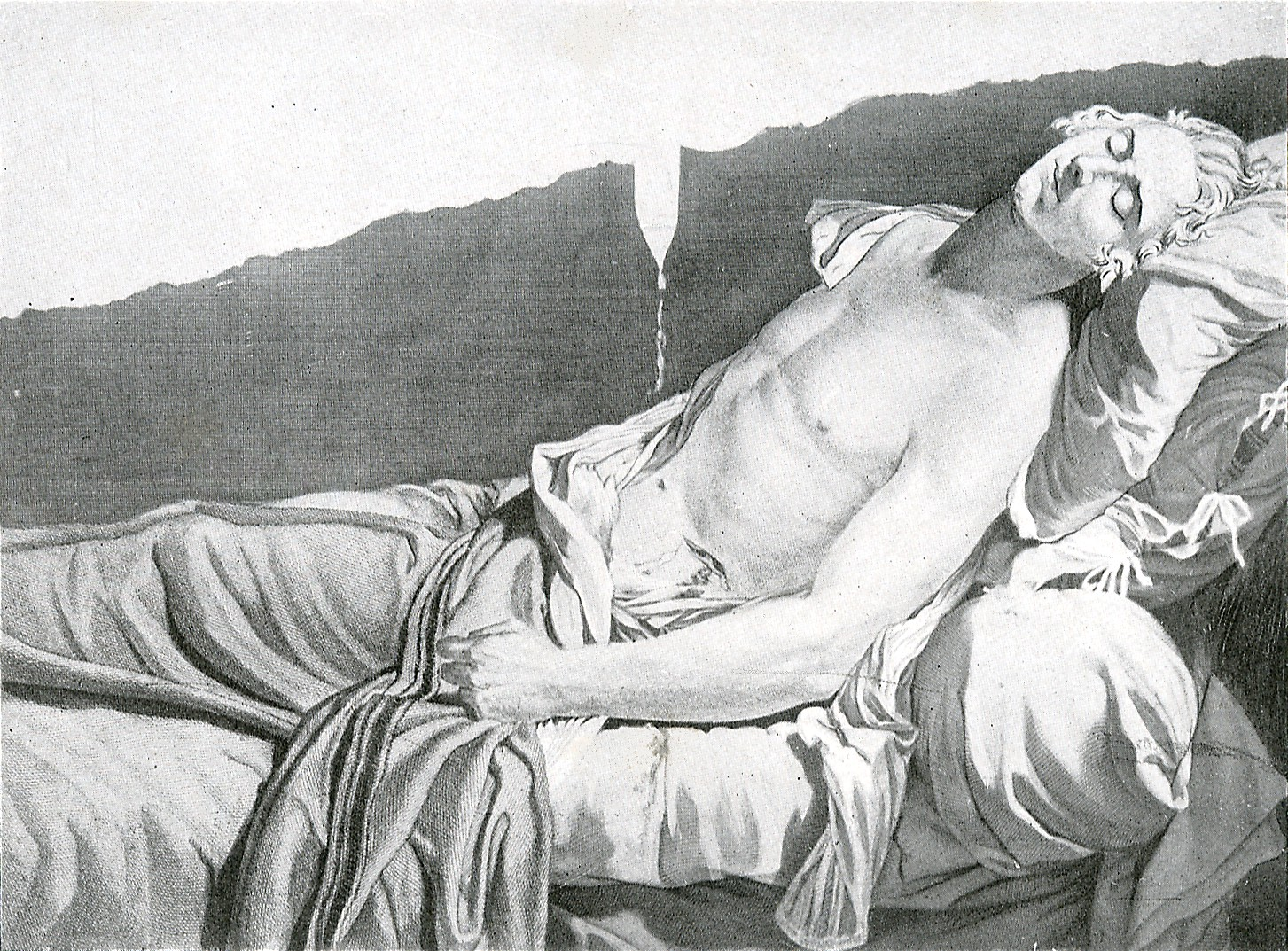
ダヴィッドによる『ミシェル・ルペルティエの最期』。1793年。所在不明。

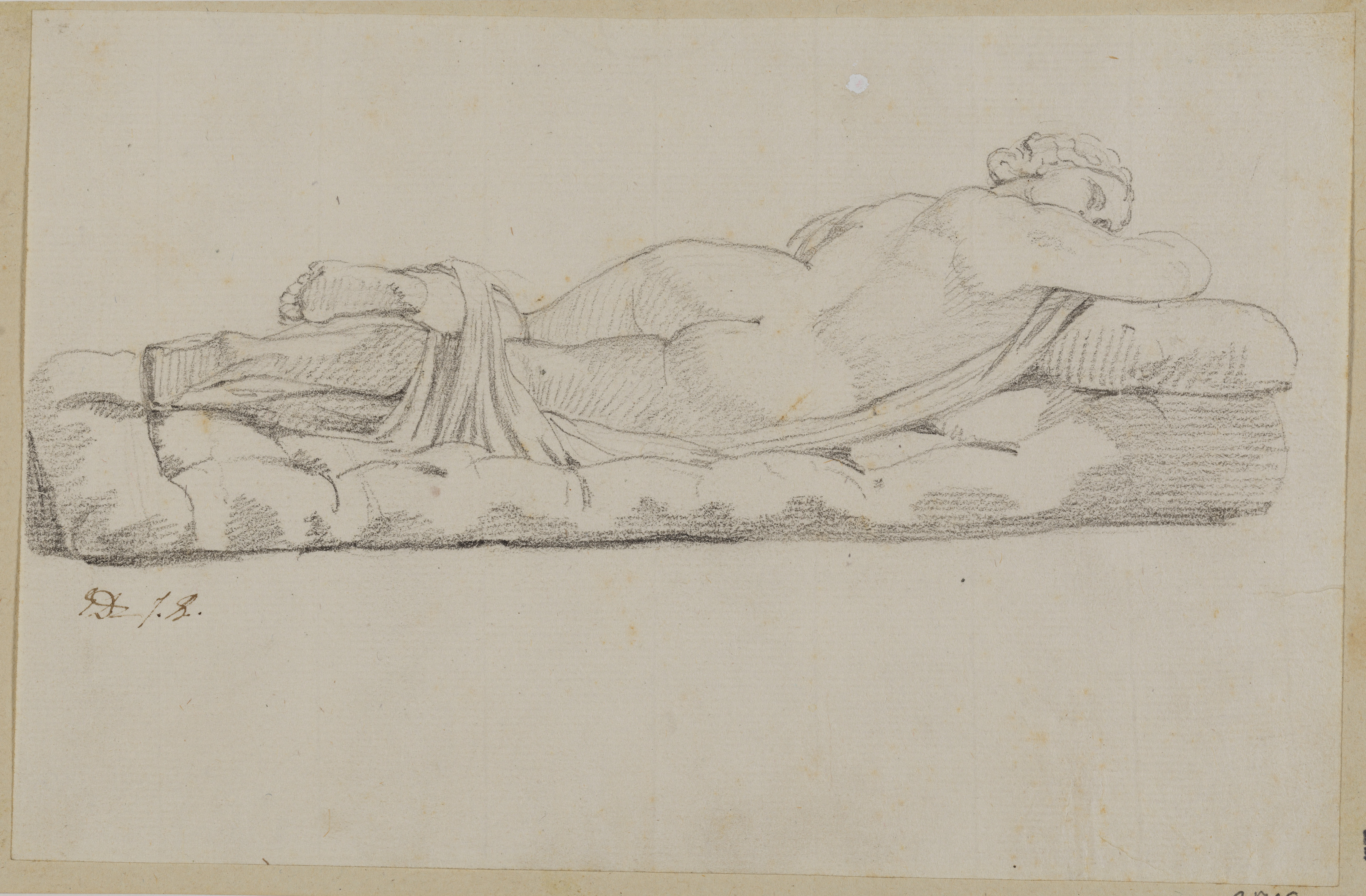
ダヴィッドによるジャン・ロレンツォ・ベルニーニの彫刻『眠れるヘルマプロディトス』の模写。1780年頃あるいは1810年頃。メトロポリタン美術館所蔵。

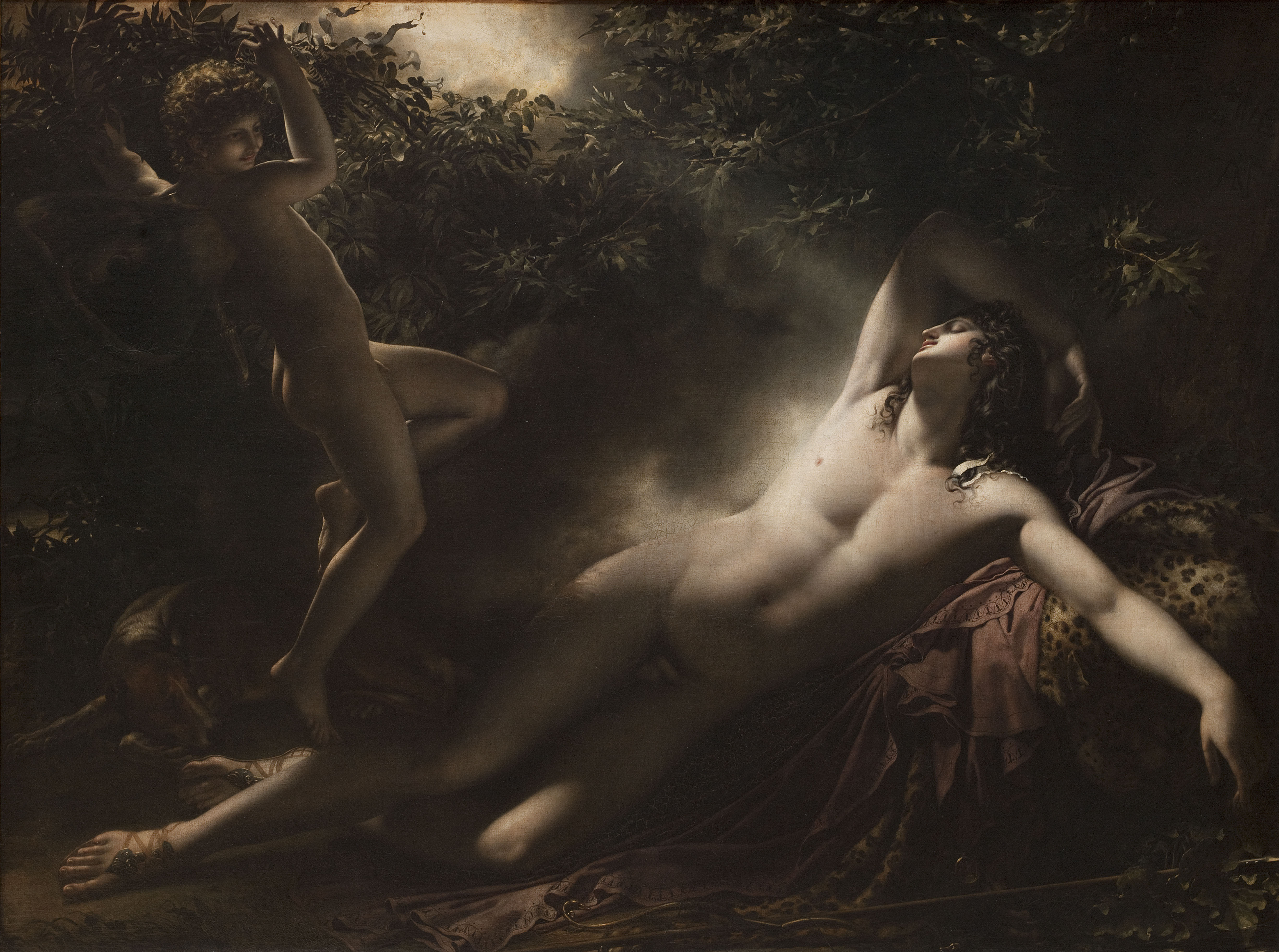
アンヌ＝ルイ・ジロデ＝トリオゾンの『エンデュミオンの眠り』。1791年。ルーヴル美術館所蔵。

1793年から1794年の冬はフランスの革命家たちにとって厳しい時期であった。指導者ロベスピエールが権力の維持に苦心するにつれ、革命の複雑さは増大し始めた。その中で14歳のジョセフ・バラの死は革命に新たな献身と団結の感覚をもたらす希望の道しるべと解釈された。当時バラが補佐したデマール将軍によると、バラは革命軍に入隊するには若すぎたが「奉仕に燃えていた」。ロベスピエールはバラの死を革命派を団結させる機会と見なし、「国王万歳！」と叫ぶように強要されたが、それに逆らって「共和国万歳！」と叫んだために死亡したと書き換えた。さらにロベスピエールはこの出来事に関する報告の中で、バラの死をフランス共和国と、その栄光、美徳、父性に対する不滅かつほとんど盲目的な支持の模範として高めた。
ロベスピエールの同時代人である政治家ベルトラン・バレールによると、ロベスピエールは小学校で子供たちに共和国軍に参加する動機を与えるためにバラの死を図像として再現することを望んでいた。ロベスピエールは国民公会でパリに建設された偉人たちの霊廟パンテオンにバラのために名誉ある位置を与え、バレールはダヴィッドによって描かれたバラの絵画がフランスのすべての小学校で展示されることを求めた。
ロベスピエールはバラの死に敬意を表すため、ダヴィッドに「自然の手からもたらされた、単純で控えめな絶対的な美徳」を表す絵画の制作を依頼した。ダヴィッドは苦悩や無念をテーマとする、ジョゼフ・バラ、ルイ＝ミシェル・ルペルティエ、ジャン＝ポール・マラーの絵画を描くという任務を引き受けた。

## 作品
ダヴィッドが描いたバラの絵画は、革命から生じた誇り、悲しみ、痛みの感情を表現するという画家の決意を示しており、革命軍とダヴィッド自身の感情を反映している。未完成の絵画は、水平に横たわり、手紙と赤、白、青の円形章を握った少年バラの裸体だけが描かれている。バラの身体は構図を水平に分離し、背景と前景を分割している。バラはほとんど単独で試練に耐えている。画面左端の小さなシルエットだけが、盗まれた馬の物語を仄めかす細部を提供している。
荒涼としたイメージは寒い冬を示唆し、灰色と茶色のトーンが騒々しく漠然とした背景を形成している。人物像の上に広がる大きな暈された空間は、バラの傷や血の跡のない滑らかな青白い肌と対照的である。傷のないバラの身体は美術史家ドロシー・ジョンソン（Dorothy Johnson）が「乱れのない美しさ」と表現したものを通して彼の無実を証明している。バラの苦しむ表情だけが痛みを暗示させる。絵画が完全に完成しているかどうかについては専門家の間で意見が分かれているが、絵画制作の初期段階での応用において重要であるフロテと呼ばれる技法の油絵具とシンナーを混ぜて作った薄い茶色の顔料は、絵画が未完成だったことを示唆する。

### 分析
ロベスピエールから派生した革命的な物語に従って、ダヴィッドはバラの純粋さと若々しさを十分に生かし、バラの男らしさを抑えつつ少女のような姿を際立たせている。絵画は未完成のままであるが、陰影と筋肉の細部へのこだわりはバラが裸体で描くことが意図されていたことが示唆している。バラのポーズはジャン・ロレンツォ・ベルニーニの彫刻『眠れるヘルマプロディトス』（L'Ermafrodito dormiente）などの古い作品や、アンヌ＝ルイ・ジロデ＝トリオゾンの『エンデュミオンの眠り』（Le Sommeil d’Endymion）などの同時代の画家の革新を思い起こさせ、さらにバラの湾曲した腰、引き伸ばしたような細長い胴体、流れる髪、男性器の不在を強調している。
バラが裸体である点についてはいくつかの解釈がある。美術史家の中にはヴァンデの盗賊がバラの服を剥ぎ取り、死ぬのを放置した結果であると示唆する者や、あるいは強姦された思春期の女性の変容した物語を暗示すると見なす者さえいる。他の者はバラの死体を革命への献身と愛国心の寓意としてのみ見なしている。ダヴィッドがバラに繊細な純粋さを与えようとしたことは明らかであり、その純粋さは柔らかく青白く、ほとんど少女のような姿でさえ、バラの英雄的行為と反抗的な誇りを強調している。したがって、ダヴィッドは国民公会での演説でバラの若々しく純粋で少女のような性質を「堕落した魂ゆえに美徳を持つのを妨げられ、怠惰な腕に姦通の証拠となる数字と計算書しか持たない柔弱な快楽主義者たち」と対比させたいと述べている。
手紙と円形章は小さいながらも重要な細部である。ほとんどの美術史家は手紙がバラの母親に宛てられたものと推測しているため、子供の親への愛情と結びつけて考えている。この手紙はバラが革命に関与したことにより彼の母親が金銭的に利益を得ただけでなく、ロベスピエールがまた家族と公民の義務のバランスを見つけるために奮闘する若いフランス人に勇気を与える英雄的なモデルとしてバラの物語を流用した別の方法をも表している。さらに円形章は共和国の象徴であるトリコロールと「祖国への愛」（l'amor de la patrie）の隠喩を表している。ダヴィッドはこれら2つのシンボルの寓意的表現において、男性の憤りと愛国心の感覚と繊細な親への愛情を組み合わせた。

## 来歴
絵画は未完成のままダヴィッドのブリュッセル亡命後もパリにある画家の工房に残された。ダヴィッド死後の1826年の競売で売却され、美術収集家ジャム＝ザレクサンドル・ド・プルタレス＝ゴルジエによって購入されたのち、画家オラース・ヴェルネに売却された。1846年、オラース・ヴェルネによってカルヴェ財団（Fondation Calvet）に寄贈された。

## ギャラリー
関連作品

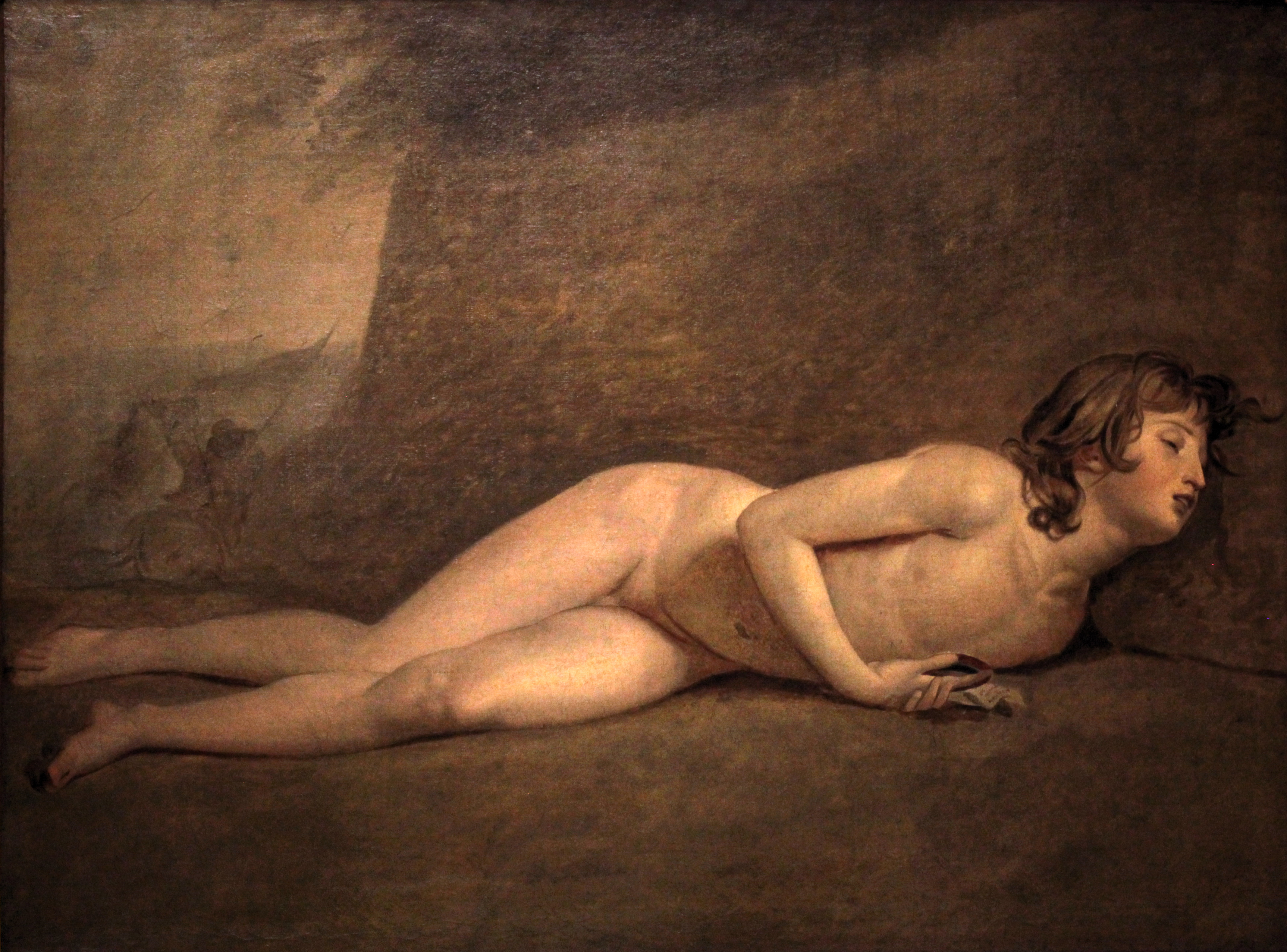
ダヴィッド以降の複製 1794年頃 フランス革命博物館（英語版）所蔵
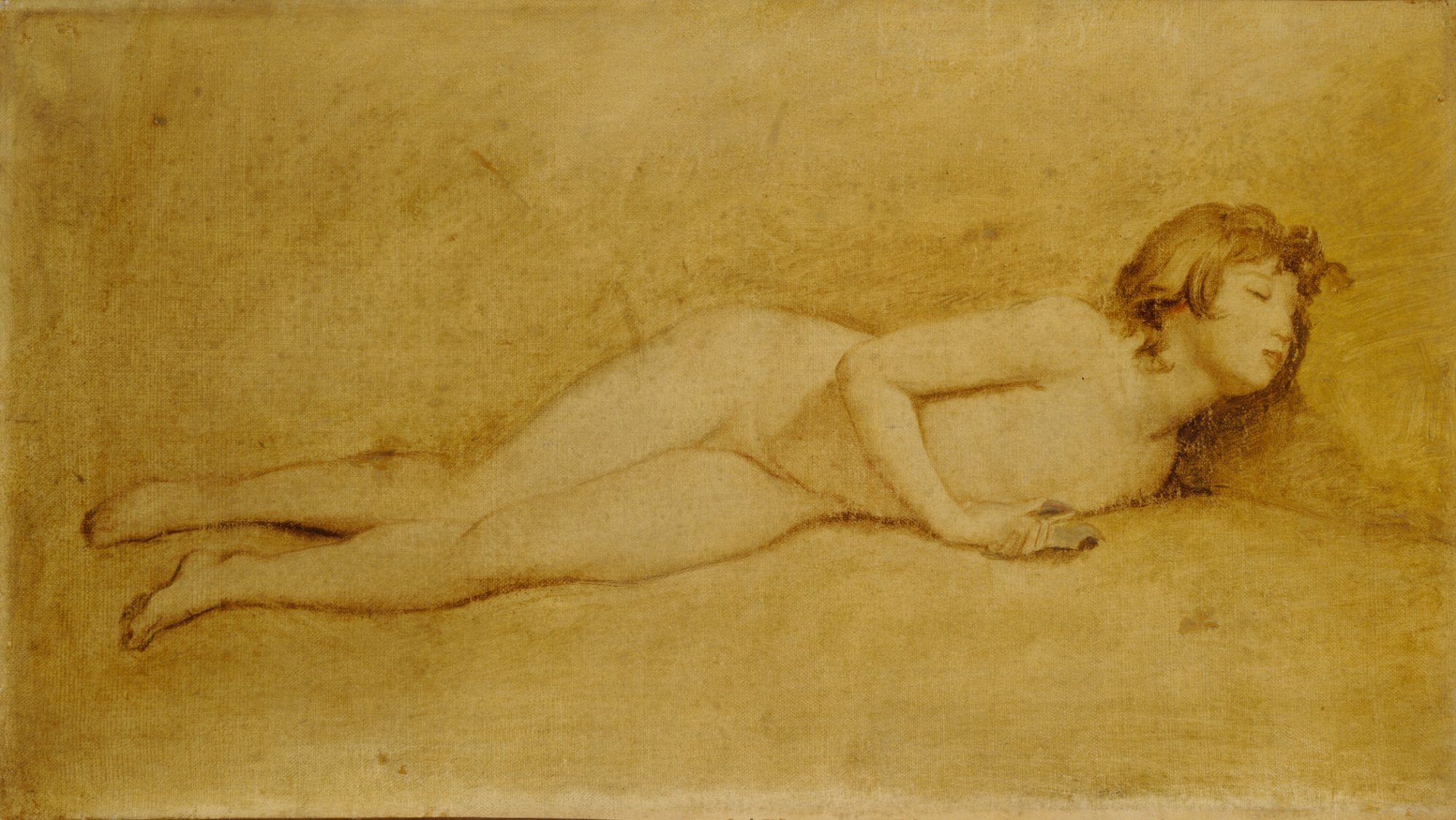
エドガー・ドガ 1855年 チューリッヒ美術館所蔵